# Odontolytes transversaria
Odontolytes transversaria är en skalbaggsart som beskrevs av Schmidt 1909. Odontolytes transversaria ingår i släktet Odontolytes och familjen Aphodiidae. Inga underarter finns listade i Catalogue of Life.